# 阿纳拉山
阿纳拉山（英語：Anala Mons）是金星上的一座火山，后被命名为阿纳拉，印度教神话中的生育女神。该地形特征原被命名为阿纳拉冕状物，它位于金星北纬11.0°、东经14.1°，一个被称为“萨福破火山口四边形”的区域，在该区域可发现许多其他的火山特征。